# Э̄ (слово ћирилице)
Э̄ э̄ (искошено: Э̄ э̄) је слово ћириличног писма.
Слово "э̄" се користи у алеутском (беринговом дијалекту), евенском, мансијском, нанајском, негидалском, орочком, улчком, килдинском самском, селкупском и чеченском језику.